# Ахола-Вало, Александр Петрович
Александр Петрович Ахола-Вало (фин. Aleksanteri Ahola-Valo, фамилия при рождении — Ахола; 27 января 1900, Импилахти, Выборгская губерния — 15 сентября 1997, Симрисхамн, Сконе) — финский художник и мыслитель, основатель художественно-рационалистической системы жизни (эвохомологии).

## Биография

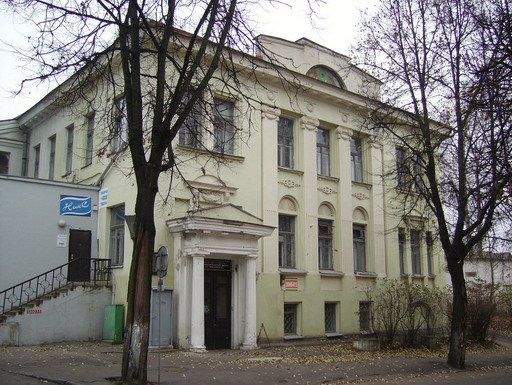
Художественная школа в Витебске, где учился Ахола-Вало

Родился 27 января 1900 года в Импилахти (фин. Impilahti) в Карелии в семье трубочиста Петра Абрамовича Ахолы (фин. Pekka Ahola). Отец, будучи толстовцем, ещё в детстве познакомил Александра с Ильёй Репиным и Л. Н. Толстым. Когда будущему художнику было семь лет, из-за неблагонадёжности отца семья была сослана в Вырицу, недалеко от Петербурга. В это же время Александр избирает псевдоним Вало, что означает «свет». Помимо русского, свободно владел финским и шведским языками, дневники вёл по-русски и по-фински.
В 16 лет Александр, оставаясь подданным Финляндии, переезжает в Петроград, где поступает в Mayak College (для детей дипломатов), в котором учится до его закрытия в 1918 г.; был свидетелем подписания Лениным акта о независимости Финляндии. Ахола-Вало вступает в Красную армию, участвует в походе на Варшаву. С 1919 по 1930 гг. живёт в Белоруссии, где учится в художественной школе Юделя Пэна и работает в ИНБЕЛКУЛЬТе, сотрудничает с газетой «Піянер Беларусі» (рус. Пионер Белоруссии). В Белоруссии он также знакомится с Казимиром Малевичем и Марком Шагалом.

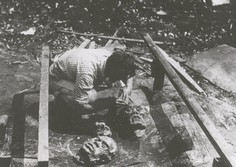
Ахола-Вало над работой «Павильона человеческих страданий»

В 1925 вместе с Сергеем Эйзенштейном принимает участие в создании фильма Броненосец «Потёмкин», создает белорусские мультфильмы, гравюру «Октябрь в космосе» (впоследствии подарена автором Юрию Гагарину). Среди его проектов также «Храм человеческих страданий» в Минске. О белорусском периоде жизни Архивная копия от 28 июля 2018 на Wayback Machine
По приглашению Надежды Константиновны Крупской переезжает в Москву, где работает в институте охраны материнства и детства дизайнером. Помимо дизайна детской мебели и других подобных — автор проекта создания зелёных городов-спутников Москвы.
В связи с опалой Крупской по совету Карла Радека в 1933 году переехал в Финляндию. Там настороженно отнеслись к художнику, подозревая его в связях с НКВД. Несмотря на заступничество художника Аксели Галлен-Каллелы, Александра арестовывают и отправляют в лагерь Драгсквик около Расеборга. В лагере он создает картину «Голубая душа». От службы в армии он был освобожден по плохому состоянию здоровья. Тем не менее ему был сделан заказ портрета президента Ристо Рюти.
После освобождения, с 1946 года, жил в Швеции.
Умер в 1997 году. Прах по его завещанию был развеян в море в месте схождения границ России, Финляндии и Швеции — стран, которые он считал своей родиной.